# Rujevac (Dvor)
Rujevac falu Horvátországban, Sziszek-Monoszló megyében. Közigazgatásilag Dvorhoz tartozik.

## Fekvése
Sziszek városától légvonalban 40, közúton 75 km-re délre, községközpontjától légvonalban 12, közúton 14 km-re északnyugatra a Báni végvidék déli részén, a Glinát Dvorral összekötő 6-os számú főút mentén fekszik.

## Története
Az 1683 és 1699 között felszabadító harcokban a keresztény seregek kiűzték a térségből a törököt és a török határ az Una folyóhoz került vissza. Ezután a török uralom alatt maradt Közép-Boszniából, főként a Kozara-hegység területéről és a Sana-medencéből  pravoszláv szerb családok érkeztek a felszabadított területekre. Az újonnan érkezettek szabadságjogokat kaptak, de ennek fejében határőr szolgálattal tartoztak. El kellett látniuk a várak, őrhelyek őrzését és részt kellett venniük a hadjáratokban. Rujevac benépesülése is a 17. században kezdődött, majd több hullámban a 18. században is folytatódott. 1696-ban a szábor a bánt tette meg a Kulpa és az Una közötti határvédő erők parancsnokává, melyet hosszas huzavona után 1704-ben a bécsi udvar is elfogadott. Ezzel létrejött a Báni végvidék (horvátul Banovina), mely katonai határőrvidék része lett. 1745-ben megalakult a Petrinya központú második báni ezred, melynek fennhatósága alá ez a vidék is tartozott. Itt működött az ezred egyik századparancsnoksága, így a katonai közigazgatás idejében a mainál sokkal jelentősebb szerepe volt. A települést a török háborúk idején palánk védte, melynek nyomai ma is megtalálhatók. A rujevac-bešlinaci bányászati komplexum vasércbányáját és öntödéjét 1802-ben alapította a Trieszti bányatársaság. A nagyolvasztót 1857-ben helyezték üzembe. A komplexum a II. világháborúig lényegében zavartalanul működött, de a háború után hanyatlásnak indult és később bezárták. Épületei ma is állnak.
1881-ben megszűnt a katonai közigazgatás és Zágráb vármegye Kostajnicai járásának része lett. 1857-ben 471, 1910-ben 1125 lakosa volt. A 20. század első éveiben a kilátástalan gazdasági helyzet miatt sokan vándoroltak ki a tengerentúlra. 1918-ban az új szerb-horvát-szlovén állam, majd később Jugoszlávia része lett. A második világháború idején a Független Horvát Állam része volt, de lakói közül sokan csatlakoztak a partizánegységekhez. A nemzeti felszabadító háború egyik emlékhelye a bányászati komplexum területén található. A hősökre az iskola falán elhelyezett emléktábla emlékeztet. A háború után a béke időszaka köszöntött a településre. Enyhült a szegénység és sok ember talált munkát a közeli városokban. Ennek következtében újabb kivándorlás indult meg. Sok fiatal települt át a jobb élet reményében Glinára, Dvorra, Petrinyára, Bosanski Noviba. A falu 1991. június 25-én jogilag a független Horvátország része lett, de szerb lakói a Krajinai Szerb Köztársasághoz csatlakoztak. A falut 1995. augusztus 8-án a Vihar hadművelettel foglalta vissza a horvát hadsereg. A szerb lakosság többsége elmenekült. 2011-ben 254 lakosa volt.

## Népesség
| Lakosság változása | Lakosság változása | Lakosság változása | Lakosság változása | Lakosság változása | Lakosság változása | Lakosság változása | Lakosság változása | Lakosság változása | Lakosság változása | Lakosság változása | Lakosság változása | Lakosság változása | Lakosság változása | Lakosság változása | Lakosság változása |
| ------------------ | ------------------ | ------------------ | ------------------ | ------------------ | ------------------ | ------------------ | ------------------ | ------------------ | ------------------ | ------------------ | ------------------ | ------------------ | ------------------ | ------------------ | ------------------ |
| 1857               | 1869               | 1880               | 1890               | 1900               | 1910               | 1921               | 1931               | 1948               | 1953               | 1961               | 1971               | 1981               | 1991               | 2001               | 2011               |
| 471                | 868                | 902                | 992                | 1.048              | 1.125              | 963                | 1.061              | 929                | 1.033              | 925                | 725                | 699                | 586                | 224                | 254                |

## Nevezetességei
- A Szent Színeváltozás tiszteletére szentelt pravoszláv parochiális temploma[4] 1887-ben épült. Egyhajós épület félköríves apszissal, Dvor község legnagyobb méretű pravoszláv templomai közé tartozik. A II. világháborúban az épület megsérült, de régi ikonosztázának nagy része fennmaradt. Az ikonok Ivan Hochetlinger munkái 1896-ból. A hiányzó ikonokat 1971-ben pótolták, ezek a kosnai Dimitrije Joka munkái. A parókia épületét a templom felépülte után építették. Ma elhagyatott, de jó állapotban van.
- Az egykori községháza épülete a 19. századból, a katonai közigazgatás idejéből származik.
- Az egykori századparancsnokság épülete a 19. század második feléből származik. Az épület elhagyatva, nyílászárók nélkül áll, de tetőzete még jó állapotban van.
- A nemzeti felszabadító háború hőseinek bronz domborműves emléktábla az új iskolaépületen, melyet 1962-ben avattak fel.
- A rujevac-bešlinaci bányászati komplexum[5] vasércbányáját és öntödéjét 1802-ben alapította a Trieszti bányatársaság. 1857-ben üzembe állított nagyolvasztója és raktára ma is áll. Mindkét épület kőből készült és bár elhagyatva, de jó állapotban van. A komplexum egy része egyúttal emlékhely is a nemzeti felszabadító háború időszakából.